# جاك دينيس
جاك دينيس (بالإنجليزية: Jack Dennis) هو مهندس وعالم حاسوب أمريكي، ولد في 13 أكتوبر 1931 في إليزابيث في الولايات المتحدة.